# Ochetostoma punicea
Ochetostoma punicea är en djurart som tillhör fylumet skedmaskar, och som beskrevs av Dartnall, A.J. 1976. Ochetostoma punicea ingår i släktet Ochetostoma och familjen Echiuridae. Inga underarter finns listade i Catalogue of Life.